# アフマド・ナディーム・カースミー
アフマド・ナディーム・カースミー （ウルドゥー語:  احمد ندیم قاسمی、1916年11月20日 - 2006年7月10日）は、パキスタンの作家。

## 生涯
イギリス領インド帝国時代のパンジャーブ州サルゴーダ郡の農村アンガに生まれる。父親は農業で生活する宗教家だった。7歳で父親を亡くし、学者であった叔父に引き取られる。サーディク・エジャートン・カレッジでウルドゥー文学、アラビア文学、ペルシア文学を学び、卒業後は就職と失業を繰り返す不安定な生活を送る。税官吏を経験したときに不正や汚職が横行する一方で、逮捕されるのは貧困者である様子を目撃して辞職した。社会に対する批判意識は、カースミーの作風に影響を与えるようになる。
文学が盛んだったラホールに移り住んでからは、週刊文芸誌「花」や「女性文化」の編集者やペシャワール・ラジオで働いた。1940年に初の短編小説集を発表して以降、毎年のように次々と短篇集を出す。1947年のインド・パキスタン分離独立以降は、そこに題材をとった動乱文学と呼ばれる作品も書くようになる。1948年にパキスタンにおいて再建された進歩主義作家協会に参加するが、1951年にラーワルピンディーでクーデター事件が起きると、詩人のファイズ・アハマド・ファイズらと同様にカースミーも逮捕された。拘禁後には文芸誌「フヌーン（芸術）」の発行にたずさわり、詩作を中心に活動した。

## 作品
カースミーは短編小説集16冊、詩集5冊、その他の評論集など約30冊を発表した。作品は英語、中国語、ロシア語、チェコ語に翻訳されている。主な舞台としてはパンジャーブ地方の農村が選ばれている。主役となるのは日雇い労働者、未亡人、孤児、老人、貧困家庭の親子といった人々であり、地主や役人、警察、金貸しが抑圧する側として登場する。
また、第二次世界大戦やインド・パキスタン戦争の時代を舞台として、戦争で家族を失った者や、避難民、宗教をめぐり対立する者、貧困者の心理を描いた。その作風は高く評価されており、パキスタンの優れた女性作家とされるハディージャ・マストゥールなどの作家たちに影響を与えた。

## 日本語訳著作
- 『パルメーシャル・スィング』 鈴木斌編訳、大同生命国際文化基金〈アジアの現代文芸〉、1987年。
  - 「クリー」
  - 「スルターン」
  - 「遊び」
  - 「足のとげ」
  - 「盗み」
  - 「筋道」
  - 「厄介者」
  - 「盗人」
  - 「瓜」
  - 「お偉方へ」
  - 「雲沸き出づるとき」
  - 「パルメーシャル・スィング」
- 『静寂』 鈴木斌編訳、大同生命国際文化基金〈アジアの現代文芸〉、1988年。
  - 「報い」
  - 「綿の花」
  - 「アルハムド・リッラー 神に感謝を」
  - 「貴族館」
  - 「静寂」

## 関連文献
- 鈴木斌「アハマド・ナディーム・カースミーに就て」『印度學佛教學研究』第23巻第1号、日本印度学仏教学会、1974年、93-97頁、2022年9月3日閲覧。